# 악진
악진(樂進, ? ~ 218년)은 중국 후한 말 조조 휘하의 장군으로 자는 문겸(文謙)이며 동군 위현(衛縣) 사람이다. 오자양장 중의 한 명으로서 맹활약하였다.

## 생애

### 작은 거인
몸이 작고 담력이 있었다. 조조 밑에서 장하리(帳下吏)로서 따랐다. 양평에서 천여 명을 모병하고 돌아와 군가사마(軍假司馬), 함진도위(陷陳都尉)가 되었다. 조조가 194년(흥평 원년) 복양(濮陽)에서 여포, 195년 옹구(雍丘, 지금의 허난성 치현)에서 장초, 197년(건안 2년) 호(苦)에서 교유 등과 싸울 때 선봉에서 공을 세우고 광창정후(廣昌亭侯)에 봉해졌다. 198년 안중(安衆)에서 장수, 하비에서 여포를 정벌할 때도 종군하였다. 장양 사후 원소에 속한 수고(휴고)를 199년 사환, 조인을 따라 사견(射犬, 지금의 허난성 보아이 현)에서 쳐부수었다. 패에서 서주를 들어 거병한 유비를 200년 조조가 평정할 때도 참여하여 토구교위(討寇校尉)로 승진하였다.

### 하북 쟁탈전
2월(음력) 원소가 대군을 동원하여 남하하기 시작했다. 조조가 백마(白馬, 지금의 허난성 화현)를 기습하고자 우금과 악진으로 하여금 5,000명으로 황하를 건너 원소군을 유인하게 했다. 연진(延津) 서남쪽으로 강변을 따라 급(汲)과 획가(獲嘉)에 이르기까지 30여 둔을 불사르고, 죽이거나 생포한 자가 각각 수천 명에, 하무(何茂)·왕마(王摩) 등 장수 20여 명이 항복하였다. 이후 관도(官渡, 지금의 허난성 중무 현)에서도 활약하였다. 202년부터 203년까지 조조가 여양(黎陽, 지금의 허난성 쉰 현)에서 원담, 원상 형제와 겨룰 때 장수 엄경(嚴敬)을 참하고 유격장군(遊擊將軍)을 겸했다. 조조가 업까지 진격했지만 함락에는 실패하였다. 돌아오기 전에 장료와 함께 음안(陰安)을 쳐서 그 주민을 황하 이남으로 이주시켰다. 204년 업성 포위전에 참가하였고 205년 남피(南皮)에서는 앞장서서 동문으로 돌입하여 원담을 격멸하는 데 공을 세웠다. 별도로 옹노(雍奴)도 격파하였다.
광평(獷平, 지금의 베이징시 미윈 구) 방면으로 침입한 오환을 상대하러 조조가 출정한 틈을 타 병주자사 고간이 호관(壺關)을 틀어막고 사례로 남하하였다. 이전과 같이 상당으로 나아가 호관을 공격하였다. 206년 조조까지 와서는 마침내 호관 공략에 성공하였다. 8월(음력) 조조를 수행해 순우(淳于)로 간 다음 이전과 함께 해적 관승(管承)을 토벌하고 바닷가까지 정리하였다. 절충장군(折衝―)에 임명되었다. 이후 양책(陽翟, 지금의 허난성 위저우 시)에 주둔하였다.

### 형주, 양주에서의 활약
조조가 형주를 손에 넣은 후 악진은 양양(襄陽)을 지켰다. 문빙과 힘을 합쳐 관우, 소비(蘇非) 등을  패주시키니 남군의 여러 산골짜기에 있던 만인들이 귀부해왔다. 유비에 속해있던 임저현장(臨沮―, 지금의 후베이성 위안안 현) 두보(杜普), 정양현장(旌陽―) 양대(梁大)도 파했다. 그 뒤 손권 정벌에 종군하여 가절(假節)을 받았고 장료, 이전과 같이 합비(合肥)를 수비하였다. 215년 손권이 10만 명으로 7천 명뿐인 합비를 포위하였다. 종전에 조조가 내린 교서에는 장료, 이전은 나가 싸우고 악진은 수비하고 설제는 참전하지 말라고 씌어 있었으나 전력 차이가 너무 심했기 때문에 많은 장수들이 회의적이었다. 장료가 설득하기를 가만히 농성해봤자 무너질 것이 뻔하고 손권군이 태세를 미처 갖추기 전에 급습하여 예봉을 꺾어놔야 병사들의 사기를 다스리고 성을 지켜낼 수 있다고 하였다. 평소의 불화에도 불구하고 서로 힘을 합쳐 손권을 막아냈다. 식읍 500호를 더해 모두 1,200호가 되었다. 이제까지의 수많은 공적으로 인해 우장군까지 올랐다. 218년(건안 23년)에 죽어서 시호는 위후(威侯)라 했다.

## 평가
조조는 206년 헌제에게 올리는 표에서 우금, 악진, 장료를 이렇게 표현했다. ‘이들은 무력이 걸출할 뿐더러 계략까지 능합니다. 충성심도 한결같아 절의를 지킵니다. 싸울 때마다 병사를 지휘하여 어떠한 강한 적이라도 분격하여 물리치고 스스로 북을 쳐 지치지도 않습니다. 원정을 가면 군대를 어루만져 화합하게 하고 법을 받듭니다. 적을 만나면 과감하게 결단하면서도 실수가 없습니다.’ 그래서 우금은 호위장군(虎威―), 악진은 절충장군, 장료는 탕구장군(盪寇―)에 임명됐다. 《삼국지》의 저자 진수는 조조 휘하의 훌륭한 장수로는 우금, 장료, 악진, 장합, 서황 5명이 으뜸으로 악진은 용맹함과 과감함으로 이름을 날렸다고 하였다.

## 삼국지연의
사서가 아닌 소설 《삼국지연의》에서는 조조가 거병할 때부터 많은 전장을 따라다니며 활약한다. 활을 쏘아 정도(定陶)에서 성렴, 남피 전투에서 곽도를 사살한다. 유수구 전투(작중 215년)에서 능통과 50합을 겨루던 중 조휴가 쏜 화살에 능통이 낙마한다. 이를 마무리하려다 감녕의 화살을 얼굴에 맞고 낙마한다. 이후로는 등장하지 않는다.

## 가계
- 아들 : 악침
  - 손자 : 악조(樂肇)

## 같이 보기
- 오자양장
- 삼국지 인물 목록

## 참고 문헌
- 《삼국지》17권 위서 제17 악진
- 《삼국지》1권 위서 제1 무제 조조